# Marian Pawełczyk
Marian Pawełczyk (ur. 10 stycznia 1936 w Katowicach, zm. 5 kwietnia 2020 w Niemczech) – polski hokeista, reprezentant Polski, napastnik.

## Kariera
W latach 1952–1956 grał w polskiej lidze w Gwardii Katowice a w latach 1957–1958 w Górniku Katowice (1957–1958). Dwukrotnie wystąpił w mistrzostwach świata w 1957 zajmując 6. miejsce i 1958 8 miejsce. W 1958 roku razem z Górnikiem wygrał rozgrywki ligowe (rok wcześniej zdobył wicemistrzostwo). W reprezentacji Polski wystąpił w 24 meczach, w których strzelił trzy gole.
W 1958  wyjechał do Republiki Federalnej Niemiec. Grał w zespole Preussen Krefeld (1958–69). W drużynie Preussen Krefeld rozegrał 12 sezonów, strzelił 160 goli i miał 64 asysty. Następnie w latach 1969–1972 występował w zespołach Krefeld EC i EV. Sportową karierę zakończył w latach 70.
W reprezentacji Polski wystąpił w 24 meczach, strzelił 3 gole.